# Queen Elizabeth's Community College
Queen Elizabeth's Community College est une école de Crediton, dans le comté du Devon. 
Elle est le résultat de la fusion, au début des années 1970, de la Shelley Secondary Modern et de la Queen Elizabeth's Grammar School, fondée en 1547 par Édouard VI sous le nom de The Kyng's Newe Gramer Scole of Credyton, puis développée et renommée en 1559 par Élisabeth Ire.
Le collège a aujourd'hui une population étudiante de plus de 1 600 étudiants.